# Bílov (rozhledna)
Rozhledna Bílov jinak také řečeno rozhledna Kanihůra se nachází na vrchu Kanihůra, kóta 345 m n. m. východně od obce Bílov, v přírodním parku Oderské vrchy.

## Historie rozhledny
U obce Bílov stávala dříve na jiném vrchu dřevěná rozhledna, která však byla stržena v padesátých letech minulého století. Jednání o výstavbě byla zahájena v roce 2003, investor - společnost T-Mobile Czech Republic - započal s výstavbou v červenci roku 2005, v listopadu téhož roku byla rozhledna dokončena. Celková výška železobetonové věže je 62,5 m. Slavnostní otevření vyhlídkové plošiny ve výšce 25,25 m bylo dne 20. května 2006. Přístup na plošinu je venkovním pravotočivým schodištěm po 137 schodech. U paty rozhledna je provozní budova a prostor pro služby návštěvníkům. Přístup na rozhlednu je od 1. března do 31. října a je zpoplatněn. Otevírací hodiny úterý-pátek 12:00-20:00, So-Ne 10:00-20:00, o prázdninách 10:00-20:00 každý den.

## Přístup
K rozhledně vede polní cesta, na kterou lze odbočit vpravo od silnice Bílov–Studénka, po cca 200 m je možné dojet autem přímo k rozhledně. Nejbližší železniční zastávka je stanice Bílovec, asi 3,5 kilometru od rozhledny. 

## Výhled
Na vyhlídkové plošině byly v loňském roce umístěny informační tabule v počtu 5 ks s fotografiemi a popisem vyhlídky. Je možné spatřit mošnovské letiště, města jako je Studénka, Ostrava, Nový Jičín, Kopřivnice, Hukvaldy, Bílovec a Trúbu ve Štramberku, z pohoří Beskydy, Javorníky, Nízký Jeseník, vrchy Radhošť, Lysá hora či hrad Helfštýn. 